# Darnell Hinson
Darnell Hinson Gaines (ur. 5 maja 1980 w Muskogee) – amerykański koszykarz występujący na pozycji rzucającego obrońcy, posiadający także portorykańskie obywatelstwo, aktualnie zawodnik portorykańskiego Caciques de Humacao.
W latach 2010–2012 występował w PLK w klubach: Polonia Warszawa oraz Czarni Słupsk. W sezonie 2012/13 zawodnik austriackiego klubu Oberwart Gunners.

## Osiągnięcia
NCAA
- Mistrz II dywizji NCAA (2003)[3]
- Zawodnik Roku Konferencji Lone Star North (2004)
- MOP (Most Outstanding Player) turnieju dywizji II NCAA (2003)[4]
- Zaliczony do składów:
  - NCAA II All-American Team (2004 przez NABC)[5]
  - II składu konferencji Lone Star North (All-LSC North 2nd Team – 2003)[6]
  - I składu turnieju NCAA II (2003)[4]

Drużynowe
- Wicemistrz Austrii (2013)
- Finalista Pucharu Holandii (2007)

Indywidualne
- Uczestnik: 
  - holenderskiego meczu gwiazd (2006, 2007)
  - meczu gwiazd PLK (2011, 2012)[7]
- Zaliczony do III składu NBL (2008)
- Lider:
  - strzelców ligi austriackiej (2013)
  - w przechwytach ligi portorykańskiej (2011)
- Zwycięzca konkursu rzutów za 3 punkty podczas meczu gwiazd PLK (2011)[8]

## Statystyki podczas występów w PLK
| Sezon     | Drużyna | M  | S5 | MPG  | FG% | 3P% | FT% | RPG | APG | SPG | BPG | PPG  |
| --------- | ------- | -- | -- | ---- | --- | --- | --- | --- | --- | --- | --- | ---- |
| 2010/2011 | Polonia | 22 | 22 | 35,1 | 39% | 35% | 68% | 3,4 | 2,9 | 1,9 | 0,2 | 16,3 |
| 2011/2012 | Czarni  | 37 | 37 | 30,1 | 43% | 40% | 88% | 2,9 | 1,8 | 0,9 | 0,1 | 11,9 |